# Cypripedium ludlowii
Cypripedium ludlowii — вид многолетних травянистых растений секции Macrantha рода Башмачок (Cypripedium), семейства орхидных (Orchidaceae). Эндемик Китая.
Относится к числу охраняемых видов (II приложение CITES).
Китайское название: 波密杓兰 bo mi shao lan.

## Ботаническое описание
Растения 25—38 см высотой. Стебель прямостоячий, голый, с несколькими оболочками у основания и тремя листьями выше.
Листовые пластинки эллиптически-яйцевидные или эллиптические, 6—13 × 3,6—7,5 см, обе поверхности с редкими волосками по жилкам, иногда с железистыми волосками к вершине и основанию.
Соцветие верхушечное, с 1 цветком; прицветники яйцевидные или яйцевидно-эллиптические, 6—8 × 3—4 см, негусто опушенные, заостренные или острый.
Цветок зеленовато-жёлтый. Спинные чашелистики овально-эллиптические, 3,3—3,8 × 1,5—1,7 см, заостренные; парус яйцевидный до ланцетного, 3,3—3,8 × 1,2—1,5 см. Лепестки не перекручены, косо ланцетные, 3—4 × 0,9—1,2 см, край слегка волнистый, губа 3—3.6 см, дно покрыто волосками; вогнутый боковые лепестки до 1 см в ширину. Стаминодий около 1 см, голый.
Цветение в июне.

## Распространение
Китай (северо-запад провинции Сычуань, запад провинции Юньнань, Тибет (Бово)). Сырые места в лесах на высотах 3700 — 4300 метров над уровнем моря.

## В культуре
Является декоративным растением и используется для садоводства, но является трудным для содержания видом. Согласно другому источнику, о выращивании Cyp. ludlowii практически ничего не известно. 

## Классификация

### Таксономия
Вид Cypripedium ludlowii входит в род Башмачок (Cypripedium) семейства Орхидные (Orchidaceae) порядка Спаржецветные (Asparagales).
|  |                                      |  |                                                             |                                                             |                    |  | ещё 24 семейства (согласно Системе APG II) | ещё 24 семейства (согласно Системе APG II) |                          |  |  |  | ещё около 45 видов |
|  |                                      |  |                                                             |                                                             |                    |  | ещё 24 семейства (согласно Системе APG II) | ещё 24 семейства (согласно Системе APG II) |                          |  |  |  | ещё около 45 видов |
|  |                                      |  |                                                             | порядок Спаржецветные                                       |                    |  |                                            |                                            | род Башмачок             |  |  |  |                    |
|  |                                      |  |                                                             | порядок Спаржецветные                                       |                    |  |                                            |                                            | род Башмачок             |  |  |  |                    |
|  | отдел Цветковые, или Покрытосеменные |  |                                                             |                                                             | семейство Орхидные |  |                                            |                                            | вид Cypripedium ludlowii |  |  |  |                    |
|  | отдел Цветковые, или Покрытосеменные |  |                                                             |                                                             | семейство Орхидные |  |                                            |                                            |                          |  |  |  |                    |
|  |                                      |  | ещё 44 порядка цветковых растений (согласно Системе APG II) | ещё 44 порядка цветковых растений (согласно Системе APG II) |                    |  |                                            | ещё около 880 родов                        | ещё около 880 родов      |  |  |  |                    |
|  |                                      |  |                                                             | ещё 44 порядка цветковых растений (согласно Системе APG II) |                    |  |                                            |                                            | ещё около 880 родов      |  |  |  |                    |